# Pheletes aeneoniger
Pheletes aeneoniger là một loài bọ cánh cứng trong họ Elateridae. Loài này được DeGeer miêu tả khoa học năm 1774.

## Hình ảnh

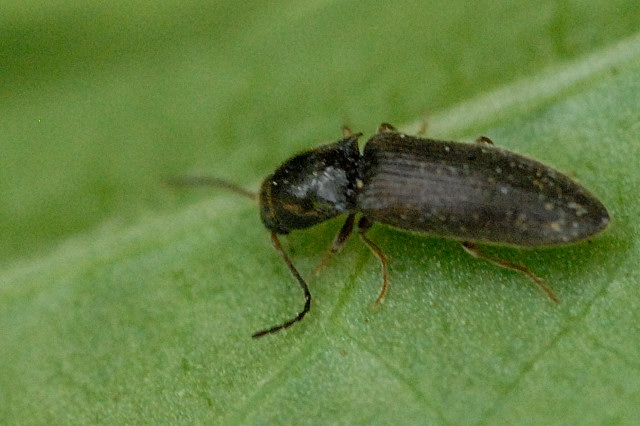
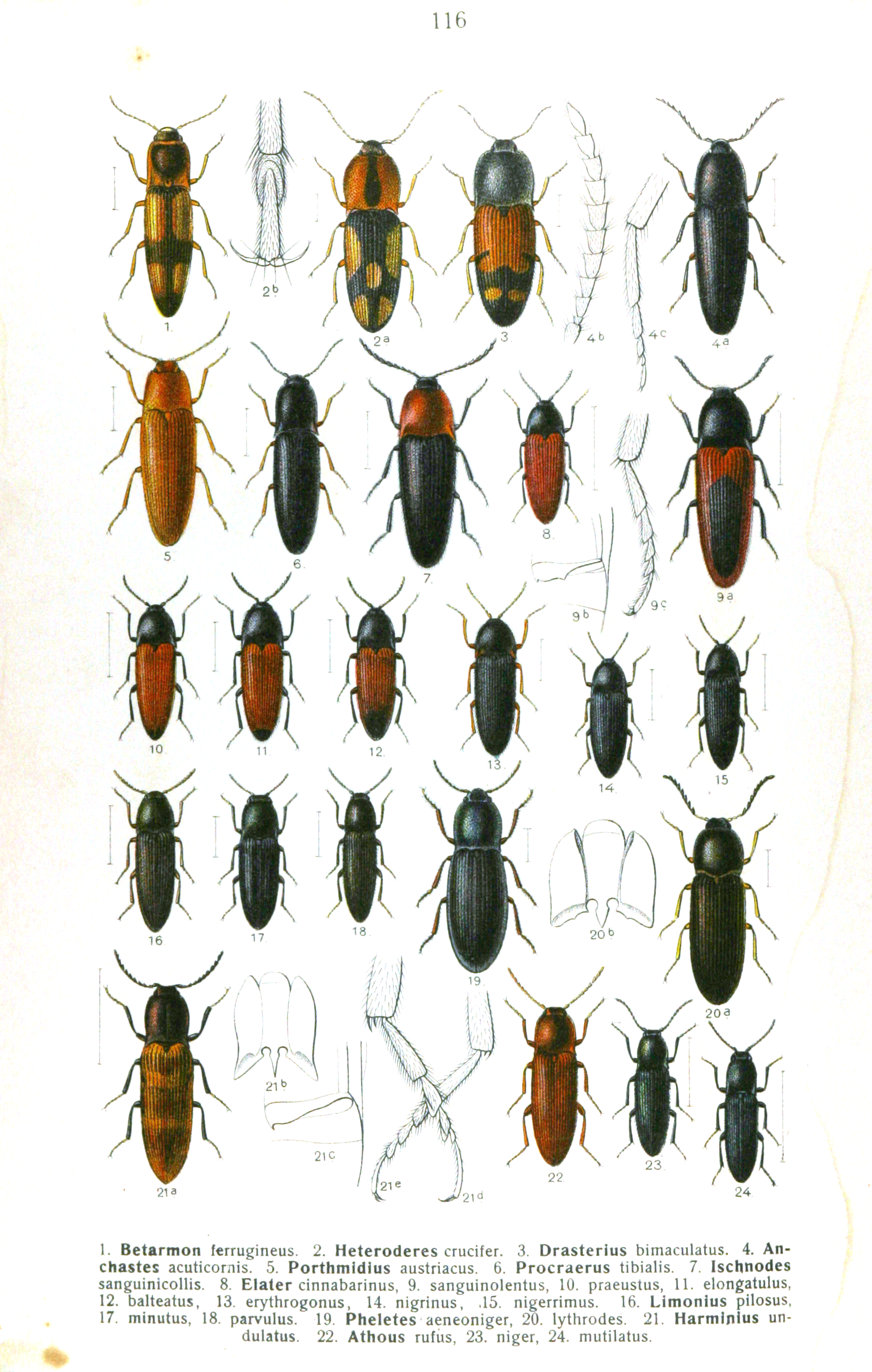